# Іоанн V (неаполітанський дука)
Іоанн V (†1042), неаполітанський дука (1036—1042), син і наступник дуки Сергія IV. 
Після зречення батька Іоанн V вступив у союзні відносини з князем Салернським Гваймаром IV, який був ворогом князя Капуанського Пандульфа IV. Гваймар послав Іоанна до Константинополя просити допомогу у Візантії у боротьбі з Пандульфом IV. Проте така допомога отримана не була.
Іоанн склав васальну присягу Гваймару та був йому вірний впродовж усього періоду правління.